# 赤柱郵政局

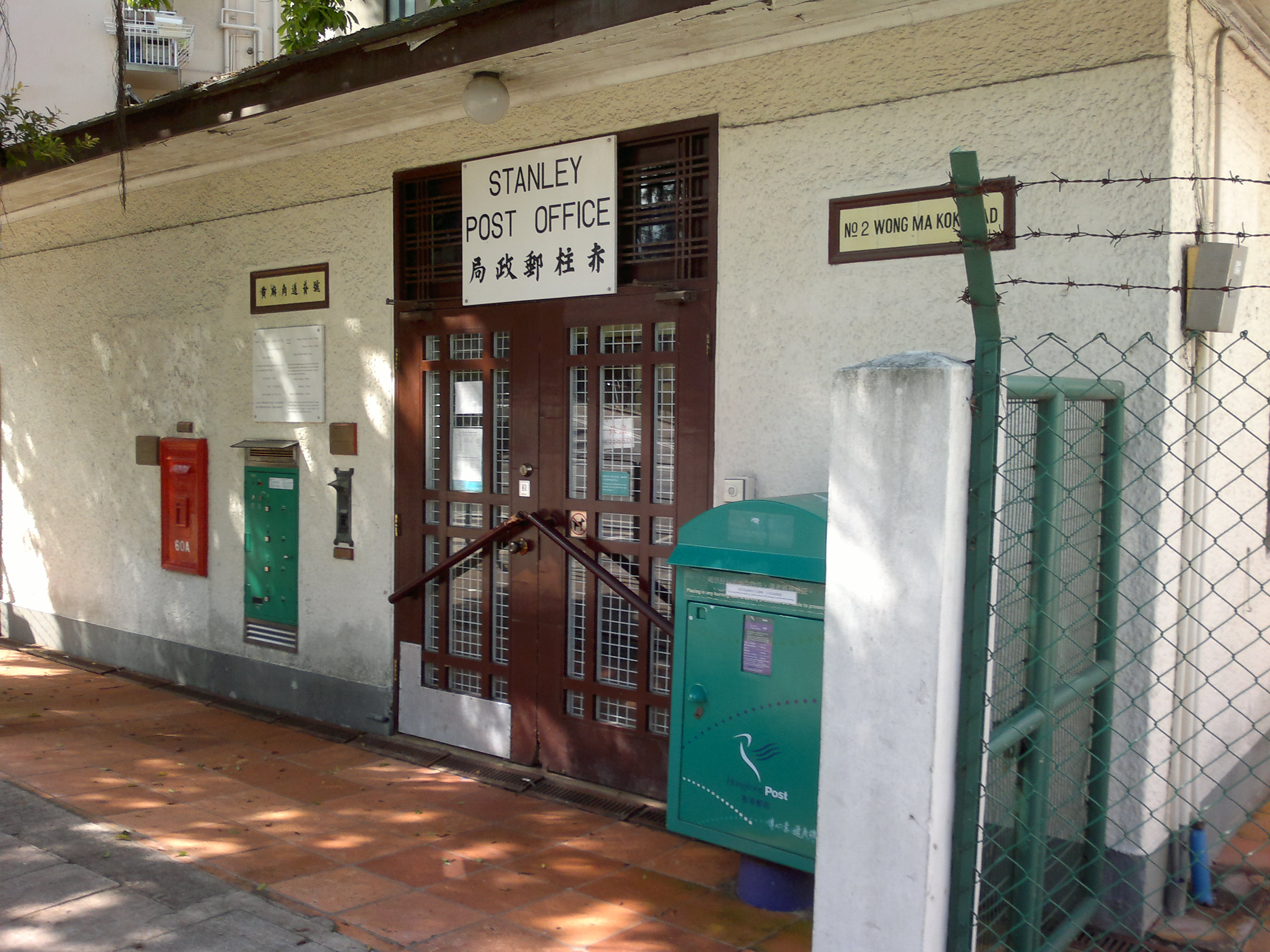
赤柱郵政局正門

赤柱郵政局（英語：Stanley Post Office）是香港現存最古老的仍然正常運作的郵局，位於香港島赤柱黃麻角道2號，於1937年（即英國國王佐治六世）時建成。

## 建築特色
赤柱郵政局是一座單層建築，面積約300平方呎。由於郵局建成時為英國國王佐治六世時期，因此郵局內的兩道窗的窗花上有白色的「GR」圖案。

## 修復工程
郵政署於2007年8月中至11月期間為赤柱郵政局進行修復工程，使郵局修復至落成時的舊貌，例如拆掉現有的假天花以展示原有的橫樑屋頂、人手操作、鑲有英國皇室（GR字樣）徽章的原裝窗花、郵票售賣機、印有英國國王佐治六世標記的鑄鐵郵箱，而服務櫃台也會回復至懷舊復古的設計。 

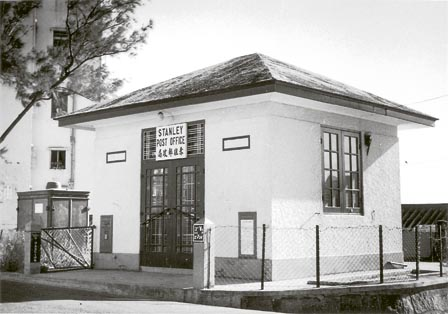
1937年的赤柱郵政局
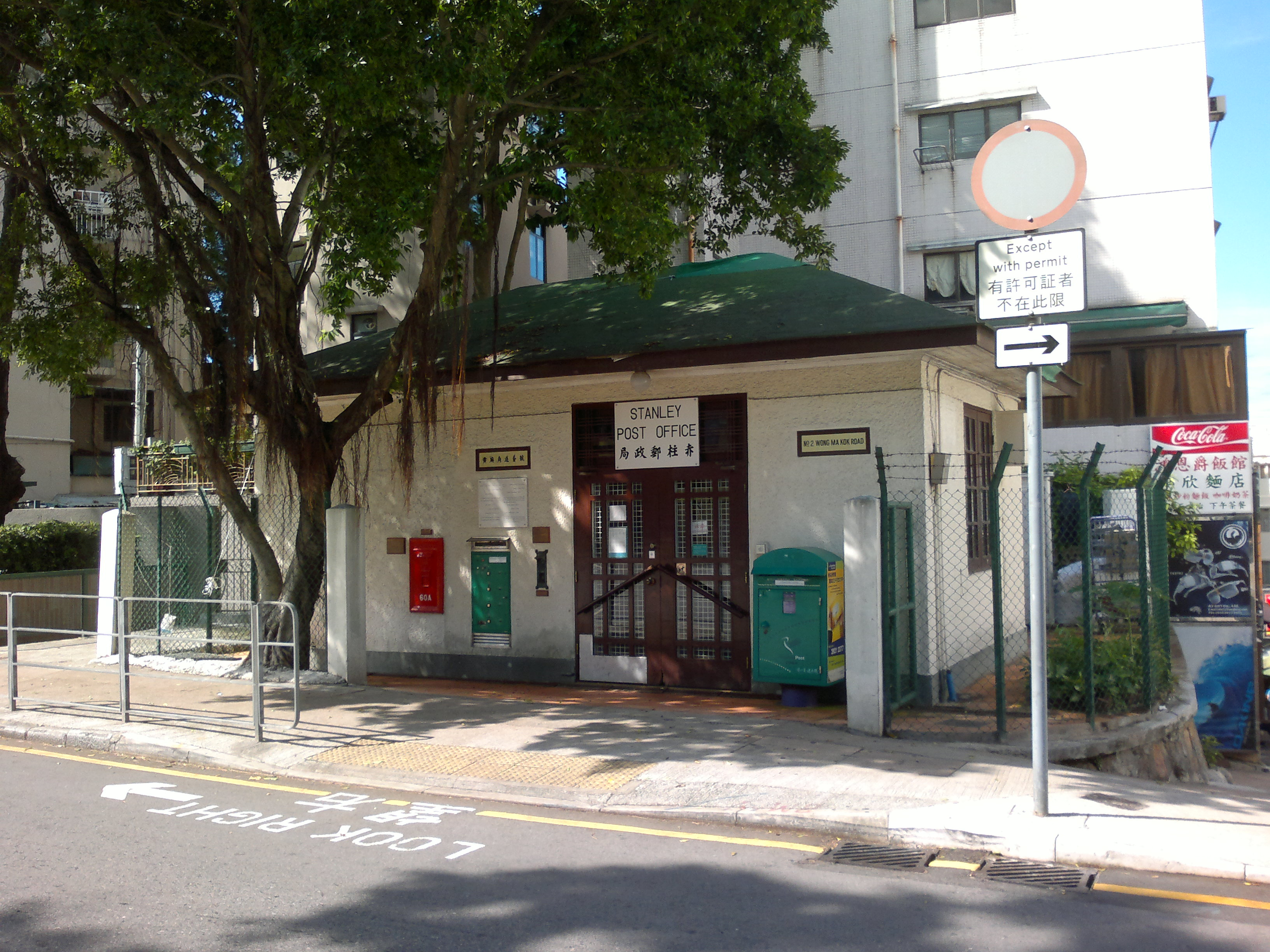
2011年的赤柱郵政局

## 相關事件
2021年5月5日，一輛行走73線的城巴（車隊編號：7023）與一輛電單車相撞後，剷上行人路撞向大樹，再衝向赤柱郵政局，巴士左邊車頭及擋風玻璃損毀。郵局外的欄杆、郵筒、矮石牆被撞毀，屋頂木製桁樑亦有明顯裂痕。當區區議員彭卓棋及後聯同香港郵政、建築署、古物古蹟辦事處等政府部門代表到現場視察，協助善後復修工作以及安排臨時郵政服務。彭亦於同日南區區議會會議上跟進有關安排，包括爭取盡早恢復派發「2019冠狀病毒病測試樣本包」。